# Grand tubercule de l'humérus
Le grand tubercule de l'humérus (ou trochiter ou grosse tubérosité de l'humérus) est une saillie prolongeant la partie latérale de l'extrémité supérieure de l'humérus.

## Description
La face supérieure du grand tubercule est arrondie, et marquée par trois empreintes plates :
- la plus haute donne l'insertion au muscle supra-épineux,
- celle du milieu donne l'insertion au muscle infra-épineux,
- la plus basse et le corps de l'os pendant environ 2,5 cm, donne une insertion au muscle petit rond.

La surface latérale du tubercule majeur est convexe, rugueuse et continue avec la surface latérale du corps de l'humérus.
Il est séparé du petit tubercule de l'humérus par le sillon intertuberculaire.

## Fonction
Les trois muscles qui s'attachent au tubercule majeur font partie coiffe des rotateurs, un groupe musculaire qui stabilise l' articulation gléno-humérale. Le tubercule majeur est le point de transfert des forces des muscles de la coiffe des rotateurs vers l'humérus.
Le quatrième muscle de la coiffe des rotateurs : le muscle sous-scapulaire s'attache au petit tubercule de l'humérus.

## Aspect clinique
Le tubercule majeur est la partie de l'humérus la plus facile à palper et sert de repère de surface en chirurgie. 